# Rokia Traoré (femme politique)
Pour les articles homonymes, voir Rokia Traoré.
Rokia Traoré, née le 21 mai 1955 à Fourou, est une femme politique malienne. 

## Carrière
Rokia Traoré est élue députée à l'Assemblée nationale dans la circonscription de Sikasso aux élections législatives maliennes de 2013, sous les couleurs du Rassemblement pour le Mali. Elle ne se représente pas aux élections législatives maliennes de 2020.